# Guatteria verruculosa
Guatteria verruculosa este o specie de plante angiosperme din genul Guatteria, familia Annonaceae, descrisă de Robert Elias Fries. Conform Catalogue of Life specia Guatteria verruculosa nu are subspecii cunoscute.